# Foliada (fiesta popular)
Una foliada (también denominada serán, polavila, ruada, fiadeiro o danza)   es una fiesta popular en la que la danza y la música tradicional gallegas juegan un rol central.Frecuentemente se realiza durante la tarde y la noche en los pueblos de Galicia.Las foliadas son consideradas un elemento muy importante del patrimonio cultural gallego.

## Origen y evolución
Estas celebraciones folclóricas comenzaron asociadas al trabajo comunal propio de la sociedad agraria preindustrial. En el período invernal, cuando no era posible trabajar el campo, era común que los vecinos de los pueblos se reunieran para realizar trabajos colectivos. En estos encuentros, que también eran una forma de socialización, se practicaban juegos, se contaban cuentos, se cantaban y se bailaban canciones.
Generalmente eran las mujeres las que ponían la música y el canto de la fiesta, acompañadas de instrumentos de percusión, como panderos, pandeiros, triángulos, latas o conchas. En ocasiones participaban instrumentistas, gaiteros o acordeonistas varones. Sin embargo, era menos frecuente, porque solían cobrar por sus servicios, a diferencia de las pandeireteiras.
A principios del siglo XX las foliadas comenzaron a celebrarse simplemente por diversión, en ocasiones en corrales de ganado limpios y preparados para la ocasión.  Incluso empezaron a proliferar en los pueblos construcciones específicas para este fin.  En algunos lugares las piezas tenían un orden fijo llamado "festa" que se repetía cíclicamente. En las "festas" se tocaban primero los llamados bailes sueltos (bailes soltos) como la xota y la muiñeira y luego los bailes "agarrados", como pasodobre, valses y rumba o mazurka.
Tras la guerra civil española, estas fiestas populares fueron prohibidas por Franco.  Este hecho, así como la migración masiva de jóvenes a las ciudades, provocó su disminución y práctica desaparición en los años 1960. Sin embargo, a finales de los 80 comenzaron a recuperarse con el empuje de una nueva generación de jóvenes de pueblos y ciudades interesados en la cultura tradicional.   Hoy es común su realización en carpas cubiertas o grandes espacios dentro de un circuito de activismo sociocultural que los promueve y dinamiza. 

### Denominaciones

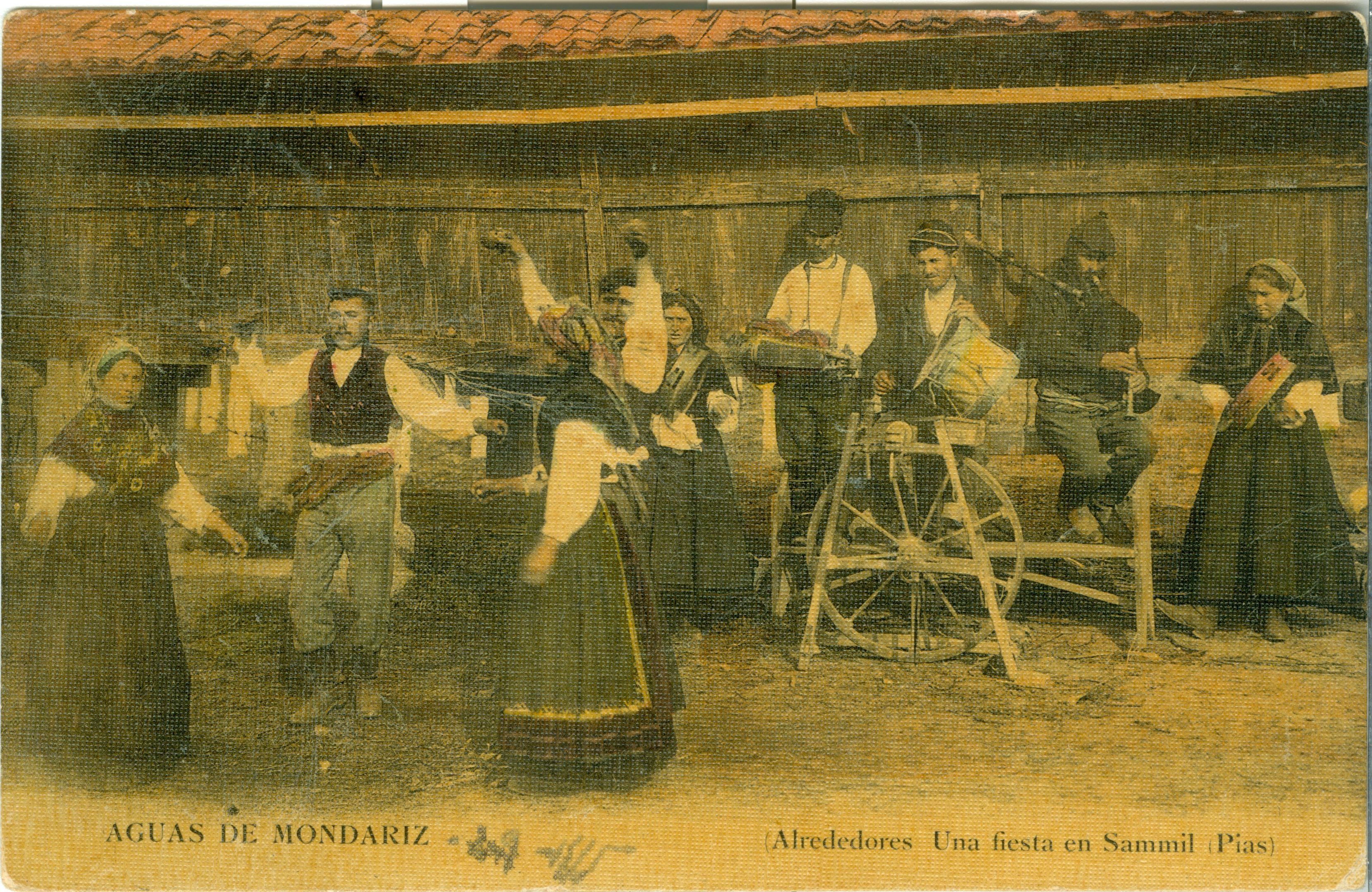
Fiesta popular en el balneario de Mondariz

Históricamente, existen multitud de nombres para los "bailes" tradicionales, dependiendo de la parte Galicia en la que se realizaban y de los trabajos con los que estaban asociados inicialmente. Algunos ejemplos son:
- Foliada [13] [14] - Es el término más extendido, probablemente derivado del desgrane del maíz, trabajo en común en el que se quitaban las hojas de las mazorcas para almacenarlas en el granero.[15]

- Serán - Son las foliadas que celebran al atardecer. La recuperación de las fiestas populares fue especialmente fuerte en la zona sur del país, en las comarcas de Pontevedra, Vigo, El Condado y Paradanta. Se convocan en los días festivos, sustituyendo en ocasiones a las orquestas y conjuntos musicales. [7] El término "serán", propio de estos lugares, se fue convirtiendo en la voz estándar para denominar a las fiestas de baile y música tradicional.

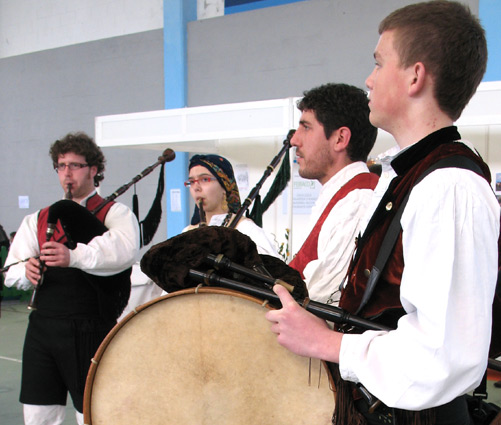
Banda de gaitas y percusión.

- Banda de gaitas y percusión.Fiadeiro, también fia, fiada o fiandón- Son términos asociados al proceso de hilado del lino o de la lana.[16] Era el nombre común de las fiestas populares de la zona de Ourense.

- Ruada - Nombre tradicional de la zona de La Coruña. [17] También significa recorrer las calles jugando y bailando. [18]

- Polavila - Nombre de las fiestas tradicionales de la zona de Lugo. [19]

- Spadela o spadelada, derivado del encuentro de paladar el lino. [20]

- Tasca, derivado de la unión para tascar el lino.[21]
- Morada: este término hace referencia a los bailes que se celebraban en varias parroquias de la zona de Toro a principios de año. Suelen comenzar a finales de enero, cuando los días se hacían más largos, y se prolongaban hasta el Carnaval. Estas fiestas se desarrollaban los domingos por la tarde durante varias semanas y en ellas tocaba un grupo de gaiteros, costeadas con el dinero recaudado por los jóvenes cuando salían a cantar Panxola y Reyes durante las Navidades. Está documentado que se construyeron viviendas en las parroquias de Bama y Loxo (en Touro) y también en la parroquia de Lavacolla (Compostela) hasta los años 60-70.